# Archives du Montreux Jazz festival

Les Archives du Montreux Jazz festival sont des archives audiovisuelles des concerts du Montreux Jazz Festival créées en 1967. Elles ont été répertoriées aux mémoires du monde de l’UNESCO en 2013.

## Objectifs
Les Archives du Montreux Jazz festival ont pour objectif de préserver, de conserver, de protéger et de mettre en valeur l'ensemble des collections constituées d'un ensemble audio-visuel regroupant les enregistrements des concerts du Montreux Jazz Festival. Les actions éducatives, caritatives, sociales, humanitaires ou culturelles liées à la promotion des arts et de la culture à Montreux ou ailleurs en Suisse et dans le monde contribuent à la diffusion des valeurs associées aux travaux de Claude Nobs,.

## Historique
Les Archives du Montreux Jazz festival détiennent une collection qui couvre la période 1967-2012 qui est inscrite au registre de la Mémoire du Monde de l’UNESCO en 2013. Le Festival de jazz de Montreux a l'ambition de donner aux artistes un accueil et une liberté en les invitant à donner des performances exceptionnelles sur scène. ll est inscrit au registre international Mémoire du Monde.
En 2007, le Montreux Sounds Digital Projet a commencé  la prise en charge du projet de numérisation et de mise en valeur de la collection des enregistrements du Montreux Jazz Festival. Grâce au partenariat de la Fondation Claude Nobs avec l'EPFL et le soutien de nombreux sponsors, en 2010, Le Centre d’Innovation dans les Patrimoines Culturels de l’EPFL prend en charge le Montreux Jazz Digital Projet. Le projet permet l'accès au public d'une grande partie des archives au sein du Montreux Jazz Café et de vivre des expériences inmersives.

## Collections archivistiques
La collection des archives du Montreux Jazz festival détient une collection dont:
- une mémoire auditive et visuelle de plus de 4000 concerts, que Claude Nobs a constitué dans son chalet à Caux[7];
- plus de 5000 heures d’enregistrements vidéo (dont des enregistrements HD dès 1991) et 5000 heures d’enregistrements audio haute-qualité  et digitalisées[8];
- des performances de David Bowie, James Brown, Ray Charles, Miles Davis, Ella Fitzgerald, Aretha Franklin, BB King, Prince, Nina Simone[2].